# كارل ماكا
ولد كارل ماكا في (29 فبراير 1944) هو منتج ومخرج وممثل في هونغ كونغ.

## خلفية
ولد كارل في 29 فبراير 1944 في تايشان، الصين. أحد أدواره الأكثر شعبية في سلسلة أفلام (Aces Go Places) حيث لعب دور البطولة مع سام هوي.

## روابط خارجية
- كارل ماكا على موقع IMDb (الإنجليزية)
- كارل ماكا على موقع ألو سيني (الفرنسية)
- كارل ماكا على موقع ميوزك برينز (الإنجليزية)
- كارل ماكا على موقع أول موفي (الإنجليزية)
- كارل ماكا على موقع قاعدة بيانات الفيلم (الإنجليزية)
- كارل ماكا على موقع كينوبويسك (الروسية)